# Kanton Basel-Stadt
Koordinaten: 47° 33′ N, 7° 36′ O; CH1903: 611620 / 267377
Basel-Stadt (Kürzel BS; französisch Bâle-Ville, italienisch Basilea Città, rätoromanisch Basilea-Citadⓘ) ist ein Kanton in der Schweiz. Der Hauptort und zugleich einwohnergrösste Ort ist die Stadt Basel. Der Kanton zählt zum Wirtschaftsraum Nordwestschweiz und zur Metropolregion Basel.
Der Stadtkanton ist der flächenkleinste und zugleich am dichtesten besiedelte Schweizer Kanton und besteht aus der Stadt Basel sowie den politischen Gemeinden Riehen und Bettingen. Der Kanton entstand aus der Abspaltung vom heutigen Kanton Basel-Landschaft im Jahr 1833.

## Geographie
Der «Halbkanton» Basel-Stadt liegt im Nordwesten der Schweiz. Der Fläche nach ist er der kleinste Kanton, von der Einwohnerzahl her belegt er Platz 15 von 26. Die Gemeinde Basel liegt am Rheinknie, in dem der Birsig in den Rhein mündet und dieser seine Fliessrichtung von Westen in Richtung Norden ändert. Das Rheinknie bildet das südliche Ende der Oberrheinischen Tiefebene. Der Kanton Basel-Stadt grenzt im Süden an den Kanton Basel-Landschaft, im Norden an Deutschland und im Nordwesten an Frankreich.
Hinzu kommen die beiden Landgemeinden Riehen und Bettingen nördlich des Rheins. Riehen erstreckt sich entlang des Wiesentals und zählt rund 21'000 Einwohner. Bettingen ist unterteilt in die Ortschaften Bettingen Dorf und St. Chrischona, hat rund 1200 Einwohner und liegt auf einer Anhöhe, deren markantester Punkt der Fernsehturm St. Chrischona ist.

## Geologie
Basel-Stadt und nächstes Umland
siehe auch Riehen#Geologie
Das Kantonsgebiet mit Ausnahme des Dinkelbergplateaus um Bettingen befindet sich innerhalb des tektonischen Oberrheingrabens, des 300 km langen Teilstücks einer von Südnorwegen bis in das westliche Mittelmeer ziehenden Grabenzone.
Unter den Schottermassen der Rheinebene, auf denen sich ein Grossteil des Stadtgebietes ausbreitet, liegen Sedimente, die sich beim Einsinken des Oberrheingrabens in der Tertiärzeit in diesem ablagerten (ab dem Eozän, hauptsächlich im Oligozän). Diese, teils festländischen, teils marinen Schichten wurden noch in der Tertiärzeit in ein Bruchschollenfeld zerlegt. Einzelne, nicht so weit abgesunkene Schollen überragen die Schotter der Rheinebene. So die Sundgauhügel im Westen und deren Ausläufer, das Bruderholz. Auch der Tüllingerberg ist eine dieser Tertiärschollen.
In den Allschwiler Tongruben wurden marine Rupel-Tone (Meletta-Schichten, «Blaue Letten») abgebaut, die entstanden, als zeitweise das Meer in den Graben eingedrungen war. Auf diese Tone trafen unter der Schotterdecke auch fast alle Bohrungen in Gross- und Kleinbasel. Den Untergrund des Bruderholzes bilden dagegen hauptsächlich Brack- bis Süsswasserschichten der Elsässer Molasse, die den Meeresrückzug bezeugen. Den Tüllinger Berg bauen Süsswassersedimente des wieder festländisch gewordenen Grabens auf. Eine Decke von Löss und Lösslehm verwehrt weithin den Einblick in diesen tertiären Untergrund. Der Löss ist Feinstmaterial, das während der Kaltzeiten des Eiszeitalters aus den vegetationsarmen Schotterfeldern des Rheins ausgeblasen und im Umland deponiert wurde.
Da der Rhein, nachdem er die Niederterrasse, den würmeiszeitlichen Schotterkörper, aufgeschüttet hatte, sich im Stadtgebiet wiederholt in diesen eintiefte, teils noch in der Eiszeit, teils nacheiszeitlich, weist der Talboden hier unterschiedliche, durch Raine (Terrassenstufen) miteinander verbundene Niveaus auf. Auf dem höchsten Terrassenfeld befinden sich das Gundeldingerquartier und das Gebiet von Bachletten/Schützenmatt/Neubad. Auf einem tieferen Terrassenfeld liegen der Münsterplatz, das St. Albanquartier und der Petersplatz und auf einem noch tieferen das St. Johann- und das Breitequartier. Kleinbasel hat sich auf der untersten, erst nacheiszeitlich entstandenen Ebene, der Aue, angesiedelt. Auch bei der Wiese lassen sich Niederterrasse und Aue unterscheiden. Der linksufrige, beide verbindende Rain, das 5 bis 10 m hohe Hochgestade, lässt sich von der Landesgrenze bis zum Hörnli-Friedhof verfolgen. Im Birstal beobachtet man ein breiteres, zwei- bis dreistufiges Niederterrassenfeld links der Flussaue, während rechtsseitig nur schmale Niederterrassenleisten vorhanden sind. Der Birsig hat sich ab dem Dorenbach-Viadukt in die von Rhein aufgeschüttete Niederterrasse eingefurcht und kurz vor seiner etwas verschleppten Mündung den Münsterberg-Sporn geformt. Das Rheinknie ist erst spät in der Nacheiszeit entstanden. Der Rhein nahm noch lange Zeit seinen Weg vom Grenzacher Horn unmittelbar nach Norden. Datierbare Holzfunde in Rheinschottern beim Eglisee belegen, dass dies noch vor 5 800 BP der Fall war. Erst durch die Wiese wurde der Strom nach W in seinen heutigen Lauf abgedrängt.
Ältere Schotter, die abgelagert wurden, als die Flüsse sich noch nicht so weit eingetieft hatten, befinden sich deutlich über den heutigen Schotterfeldern. Aus der vorletzten Kaltzeit (Risskaltzeit) stammen die Hochterrassenschotter am Fuss des Dinkelbergs im Hörnli-Friedhof. Sie säumen ebenso die unteren Hänge des Bruderholzes von Reinach bis zur Margaretenhöhe und sind auch jenseits des Birsigtales noch anzutreffen. Auch an den Birstalhängen haben sich Hochterrassenschotter erhalten. Noch ältere Schotterreste, Jüngere Deckenschotter, oft zu Nagelfluh verbacken, lagern in etwa 300 m Höhe z. B. über Binningen und Bottmingen oder südlich und westlich von Allschwil. Ältere Deckenschotter haben sich bei Schönenbuch in über 350 m Höhe erhalten. Diese Deckenschotter sind Relikte von Flussablagerungen des frühen Eiszeitalters.
Die östliche Begrenzung des Oberrheingrabens wird auf dem Kantonsgebiet durch eine Abbiegezone, eine Flexur, gebildet. Die Schichten des Dinkelbergs und des Tafeljuras tauchen, nach Westen abbiegend, in die Grabentiefe ab. Die sogenannte Rheintal-Flexur setzt, in etwa Nord-Süd-Richtung verlaufend, auf dem Kantonsgebiet am Dinkelberg-Westhang ein, zeigt sich im Hörnli-Steinbruch und zieht weiter ins Birstal (Rütihard–Arlesheim–Angenstein). Die als Schartenfluh sichtbare, horizontal lagernde Korallenkalkplatte (Malm/Oxford) des Gempenplateaus wurde bei der Bildung der Flexur grabenwärts abgebogen und erscheint nun (am oberen Hang bereits erodiert) weiter unten am Hang als mit 45 Grad einfallende Schichtrippe, auf der die Ruinen Dorneck, Birseck und Reichenstein sitzen. Auch die unter diesen Malmkalken liegenden, durch die Erosion freigelegten Hauptrogensteinschichten (Dogger) zeigen eine entsprechende Schrägstellung. Längs- und Querverwerfungen in der Flexur komplizieren deren Bau.
Die in der Flexur abgetauchten Schichten steigen weiter westlich wieder auf, bilden also eine Mulde (Infraflexurmulde von Tüllingen-St. Jakob). Die Mergel und Kalke des Tüllinger Berges (Chatt) sind die obersten Schichten der tertiären Muldenfüllung, die durch die sich einschneidenden Flüsse Wiese, Kander und Rhein später als Anhöhe «herauspräpariert» wurde.
Bettingen liegt ausserhalb des Oberrheingrabens auf dem Dinkelberg, einer teilweise noch mit Keuper bedeckten Muschelkalktafel. Der tektonische Bettinger Graben ist einer der für den Dinkelberg charakteristischen schmalen, N-S streichenden tektonischen Gräben, in denen eingesackter Keuper der Erosion entging. Der Graben gibt sich im Gelände als Einmuldung zwischen Ausserberg und Lauber zu erkennen. Das älteste über Tage anstehende Gestein auf dem Kantonsgebiet ist der Buntsandstein am Maienbühl bis hinunter zur Inzlingerstrasse.
Etwa 10 km südlich der Kantonsgrenze findet der Oberrheingraben sein Ende an der Landskronkette und der Blauen-Antiklinale des Faltenjuras.

## Geschichte
Der Kanton in seinen heutigen Grenzen entstand 1833, als sich vom damaligen Kanton Basel der heutige Kanton Basel-Landschaft im Rahmen der Basler Kantonstrennung abspaltete. Basel-Stadt hatte lange Zeit einen Wiedervereinigungsartikel in der Verfassung, erst mit der Totalrevision 2006 wurde er fallengelassen. Die Verfassung von Basel-Landschaft gebietet Eigenständigkeit. Im Jahre 1969 wurde über eine Wiedervereinigung abgestimmt, die Stimmberechtigten votierten in Basel-Stadt klar dafür, in Basel-Landschaft dagegen. Die Wiedervereinigung war politisch chancenlos. Im September 2014 ist eine weitere Abstimmung zur Fusion beider Basel durchgeführt worden. Wieder hat es in Basel-Stadt ein (diesmal mit 54,9 % allerdings knapperes) Ja gegeben, während in Basel-Landschaft die Fusion erneut klar abgelehnt worden ist (68,3 % Nein). Pragmatischer Ausweg aus diesem Dilemma sind gemeinsame Verwaltungseinheiten und Institutionen und der freiwillige Abgleich von Gesetzen und Verordnungen.
Die Geschichte von Basel-Stadt ist grösstenteils mit der Geschichte der den Stadtkanton dominierenden Stadt Basel identisch, siehe dort.

## Verwaltungsgliederung

### Politische Gemeinden
Seit 1908 ist die Gemeinde Kleinhüningen in die Stadt Basel eingemeindet.
Nachfolgend aufgelistet sind alle drei politischen Gemeinden per 31. Dezember 2023:
| Politische Gemeinde | Einwohner |
| ------------------- | --------- |
| Basel               | 176'329   |
| Riehen              | 022'408   |
| Bettingen           | 001294    |

### Bezirke
Nach der Trennung von Basel-Landschaft bestand der Stadtkanton aus zwei Bezirken, dem Stadtbezirk mit der Gemeinde Basel und dem Landbezirk mit den Gemeinden Kleinhüningen, Riehen und Bettingen. Mit der kantonalen Verfassung von 1889 wurde die Ebene der Bezirke aufgehoben.
Das Bundesamt für Statistik (BFS) führt den gesamten Kanton jedoch als einen Bezirk unter der BFS-Nr.: 1200.

## Bevölkerung
| Staatsbürgerschaft        | 1990 (%) | 2000 (%) | 2010 (%) | 2020 (%) |
| ------------------------- | -------- | -------- | -------- | -------- |
| Schweiz                   | 77,52    | 72,44    | 67,36    | 63,02    |
| Deutschland               | 2,60     | 3,27     | 7,58     | 8,24     |
| Italien                   | 6,42     | 5,44     | 4,18     | 4,35     |
| Türkei                    | 3,27     | 4,38     | 3,56     | 2,95     |
| Spanien                   | 2,78     | 2,16     | 2,81     | 2,00     |
| Portugal                  | 0,42     | 0,79     | 1,35     | 1,69     |
| Frankreich                | 0,59     | 0,54     | 0,76     | 1,20     |
| Vereinigtes Königreich    | 0,35     | 0,48     | 0,96     | 1,12     |
| Kosovo                    | —        | —        | —        | 1,11     |
| Nordmazedonien            | —        | 1,12     | 1,17     | 1,07     |
| Serbien                   | —        | —        | —        | 0,92     |
| Indien                    | 0,12     | 0,17     | 0,65     | 0,81     |
| Vereinigte Staaten        | 0,25     | 0,31     | 0,63     | 0,81     |
| Österreich                | 0,45     | 0,45     | 0,58     | 0,62     |
| Polen                     | 0,09     | 0,08     | 0,23     | 0,53     |
| Ungarn                    | 0,15     | 0,11     | 0,19     | 0,44     |
| Eritrea                   | 0,00     | 0,01     | 0,10     | 0,43     |
| Kroatien                  | —        | 0,81     | 0,54     | 0,42     |
| Rumänien                  | 0,05     | 0,04     | 0,12     | 0,42     |
| Niederlande               | 0,18     | 0,21     | 0,32     | 0,40     |
| Sri Lanka                 | 0,30     | 0,63     | 0,49     | 0,40     |
| Brasilien                 | 0,03     | 0,12     | 0,28     | 0,33     |
| Griechenland              | 0,08     | 0,06     | 0,09     | 0,32     |
| Syrien                    | 0,01     | 0,00     | 0,03     | 0,31     |
| Bosnien und Herzegowina   | —        | 0,68     | 0,41     | 0,30     |
| Jugoslawien               | 2,79     | 3,13     | —        | —        |
| Serbien Montenegro Kosovo | —        | —        | 2,46     | —        |

Die Bevölkerung des Kantons Basel-Stadt ist sehr heterogen und reflektiert die Geschichte des Kantons als wichtiger Handels- und Industriestandort. Die Bevölkerungsentwicklung ist seit den 1980er-Jahren rückläufig. Die Abwanderung in angrenzende Gemeinden anderer Kantone und der strukturelle Verlust von Arbeitsplätzen mit dem Wandel in der industriellen Produktion zählen zu den wichtigen Gründen hierfür.
Per 31. Dezember 2023 betrug die Einwohnerzahl des Kantons Basel-Stadt 200'031. Die Bevölkerungsdichte liegt mit 5406 Einwohnern pro Quadratkilometer annähernd bei dem 26fachen des Schweizer Durchschnitts (217 Einwohner pro Quadratkilometer). Der Ausländeranteil (gemeldete Einwohner ohne Schweizer Bürgerrecht) bezifferte sich am 31. Dezember 2023 auf 37,9 Prozent, während landesweit 27,0 Prozent Ausländer registriert waren. Per 30. Juni 2021 betrug die Arbeitslosenquote 3,8 Prozent gegenüber 2,8 Prozent auf eidgenössischer Ebene.

### Religionen – Konfessionen
| Religionszugehörigkeit                    | Anzahl Einwohner | Anteil in Prozent |
| ----------------------------------------- | ---------------- | ----------------- |
| Römisch-katholisch                        | 23'940           | 14,7              |
| Evangelisch-reformiert                    | 22'203           | 13,6              |
| Andere christliche Glaubensgemeinschaften | 9'103            | 5,6               |
| Jüdische Glaubensgemeinschaften           | 906              | 0,6               |
| Islamische Glaubensgemeinschaften         | 13'322           | 8,2               |
| Andere Religionsgemeinschaften            | 3'581            | 2,2               |
| Ohne Religionszugehörigkeit               | 87'871           | 53,9              |
| Religionszugehörigkeit unbekannt          | 2'105            | 1,3               |
| Kanton Basel-Stadt (Gesamt)               | 163'030          | 100,0             |

Die früher dominante protestantische Bevölkerung ist von 85'000 im Jahr 1980 auf 27'000 per Ende 2017 zurückgegangen. Die Zahlen sind allerdings verschieden zu interpretieren. Für öffentlich-rechtlich anerkannte Gemeinschaften (Protestanten, Katholiken, Juden und Christkatholiken) wird die institutionelle Zugehörigkeit zur Religionsgemeinschaft gezählt; für Muslime, «Andere» und Anhänger von Ostkirchen (wie Serbisch-Orthodoxe oder Griechisch-Orthodoxe) die Glaubenszugehörigkeit (Stand Ende 2010).
2019 wurde schweizweit die höchste Quote an Kirchenaustritten verzeichnet. Im Vergleich zu einer landesweiten durchschnittlichen Austrittsrate von 1,1 Prozent stand damals der Kanton Basel-Stadt an der Spitze mit einer Austrittsquote von 4,9 Prozent.

## Verfassung
Die Stimmberechtigten des Kantons Basel-Stadt haben die aktuelle Kantonsverfassung am 30. Oktober 2005 angenommen. Diese trat am 13. Juli 2006 in Kraft und löste die Verfassung vom 2. Dezember 1889 ab.

### Direktdemokratische Volksrechte
3000 Stimmberechtigte können eine ausformulierte (formulierte) oder allgemein gehaltene (unformulierte) Volksinitiative einreichen, die eine Änderung der Verfassung oder eine Änderung, den Erlass oder die Aufhebung eines Gesetzes oder eines referendumsfähigen Grossratsbeschlusses betrifft.
Zwingend der Volksabstimmung unterstehen alle Verfassungsänderungen, alle formulierten Volksinitiativen sowie alle unformulierten Volksinitiativen, denen der Grosse Rat nicht zustimmt (obligatorisches Referendum).
2000 Stimmberechtigte können eine Volksabstimmung über einen Beschluss des Grossen Rates verlangen, der den Erlass, die Änderung oder die Aufhebung eines Gesetzes oder aber eine Ausgabe in gewisser, vom Gesetz festgelegter Höhe betrifft (fakultatives Referendum).

### Legislative – Grosser Rat
Das Parlament des Kantons nennt sich Grosser Rat. Es umfasst 100 Mitglieder, die jeweils nach dem Proporzwahlverfahren für eine Amtsperiode von vier Jahren gewählt werden.
Die Ergebnisse der Wahlen zum Grossen Rat sei 1902 finden sich im Artikel Ergebnisse der Parlamentswahlen im Kanton Basel-Stadt.
- BastA!: 6
- Grüne: 12
- SP: 31
- GLP: 7
- EVP: 4
- Mitte: 7
- LDP: 12
- AB: 1
- FDP: 7
- SVP: 12
- VA: 1

|  | Partei                                                                     | 2008 | 2012 | 2016 | 2020 | 2024 |
|  | -------------------------------------------------------------------------- | ---- | ---- | ---- | ---- | ---- |
|  | Sozialdemokratische Partei der Schweiz (SP)                                | 32   | 33   | 34   | 30   | 31   |
|  | Grün-Alternatives Bündnis                                                  | 13   | 13   | 14   | 18   | 12   |
|  | Liberal-Demokratische Partei (LDP)                                         | 09   | 10   | 14   | 14   | 12   |
|  | Schweizerische Volkspartei (SVP)                                           | 14   | 15   | 15   | 11   | 12   |
|  | Grünliberale Partei (glp)                                                  | 05   | 05   | 04   | 08   | 07   |
|  | FDP.Die Liberalen                                                          | 11   | 12   | 10   | 07   | 07   |
|  | Die Mitte (vormals CVP)                                                    | 08   | 08   | 07   | 07   | 07   |
|  | Basels starke Alternative (BastA!)                                         | 0    | 0    | 0    | 0    | 06   |
|  | Evangelische Volkspartei (EVP)                                             | 04   | 01   | 01   | 03   | 04   |
|  | Volks-Aktion gegen zu viele Ausländer und Asylanten in unserer Heimat (VA) | 0    | 02   | 0    | 01   | 01   |
|  | Aktives Bettingen (AB)                                                     | 01   | 01   | 01   | 01   | 01   |
|  | Demokratisch-Soziale Partei (DSP)                                          | 03   | 0    | 0    | 0    | 0    |

### Exekutive – Regierungsrat
Der siebenköpfige Regierungsrat wird nach dem Majorzwahlverfahren auf jeweils vier Jahre gewählt. Die letzten Wahlen fanden im Oktober / November 2024 statt.
| Regierungsrat                              | Partei | Departement                                           |
| ------------------------------------------ | ------ | ----------------------------------------------------- |
| Conradin Cramer                            | LDP    | Präsidialdepartement (PD)                             |
| Kaspar Sutter                              | SP     | Departement für Wirtschaft, Soziales und Umwelt (WSU) |
| Mustafa Atici                              | SP     | Erziehungsdepartement (ED)                            |
| Stephanie Eymann                           | LDP    | Justiz- und Sicherheitsdepartement (JSD)              |
| Lukas Engelberger, Regierungsvizepräsident | Mitte  | Gesundheitsdepartement (GD)                           |
| Tanja Soland                               | SP     | Finanzdepartement (FD)                                |
| Esther Keller                              | GLP    | Bau- und Verkehrsdepartement (BVD)                    |

Anders als in den meisten andern Kantonen, die ein rotierendes System kennen, wird das Regierungspräsidium vom Volk und für die ganze vierjährige Legislaturperiode gewählt. Die nächsten Wahlen finden im Oktober 2028 statt.

### Judikative
Oberste Gerichtsinstanz in Basel-Stadt ist das Appellationsgericht des Kantons Basel-Stadt als Appellationsgericht. Es ist zugleich kantonales Verwaltungsgericht und kantonales Verfassungsgericht und übt die Aufsicht über die erstinstanzlichen Gerichte aus.
Dem Appellationsgericht untergeordnet sind das Zivilgericht, das Strafgericht, das Jugendstrafgericht und das Sozialversicherungsgericht.

### Gemeinden
Schweizweit eine Besonderheit ist, dass fast alle Geschäfte der Gemeinde Basel vom Kanton Basel-Stadt geführt werden. Damit sind Parlament, Regierung und Verwaltung des Kantons auch direkt für die Stadtgemeinde zuständig. Riehen und Bettingen verfügen dagegen über selbständige Gemeindeorgane. Ausserhalb der kantonalen Verwaltung liegen einige soziale Institutionen wie das Bürgerspital Basel oder das bürgerliche Waisenhaus, die traditionell durch die Bürgergemeinde der Stadt Basel verwaltet werden.
Der Kanton Basel-Stadt ist einer der wenigen Kantone in der Schweiz, in dem für Einbürgerungen die Bürgergemeinden zuständig sind. Die Legislative der Bürgergemeinde Basel ist der Bürgergemeinderat, dessen Mitglieder die Bürgergemeinderäte sind, sein Präsident ist der Bürgergemeinderatspräsident. Die Exekutive heisst Bürgerrat, seine Mitglieder sind die Bürgerräte, sein Präsident ist der Bürgerratspräsident.

### Religionsgemeinschaften
Durch die Verfassung öffentlich-rechtlich anerkannt sind die evangelisch-reformierte, die römisch-katholische und die christkatholische Kirche sowie die israelitische Gemeinde. Sie ordnen ihre inneren Verhältnisse selbständig und geben sich eine Verfassung, die vom Regierungsrat genehmigt werden muss.
Im Zuge der Trennung von Kirche und Staat wurden die vier öffentlich-rechtlich anerkannten Religionsgemeinschaften mit der Befugnis ausgestattet, selbständig bei ihren Mitgliedern Kirchensteuern einzuziehen. Nachdem die zuletzt hierfür verwendete Softwarelösung vom Hersteller nicht mehr unterstützt wurde und für eine neue Lösung sehr hohe Kosten angefallen wären, ersuchten die Einwohnergemeinde Bettingen und die vier Religionsgemeinschaften den Kanton Basel-Stadt darum, dass künftig wie in den meisten anderen Kantonen der Schweiz sowie in Deutschland die staatliche Steuerverwaltung für die Religionsgemeinschaften die Steuern einzieht (gegen Abgeltung). Der Grosse Rat des Kantons Basel-Stadt trat auf das Ersuchen ein und beschloss im November 2018 eine entsprechende Änderung des Steuergesetzes, wogegen allerdings das Referendum ergriffen wurde. In der kantonalen Abstimmung vom 19. Mai 2019 hiess eine Mehrheit der Stimmenden jedoch die Gesetzesänderung gut.

### Politik

#### Parteiensystem
Basel-Stadt verfügt heute über ein heterogenes Mehrparteiensystem mit fragmentierten Flügeln auf beiden Seiten des politischen Spektrums. Neben den im Basler Grossen Rat, dem Kantonsparlament, vertretenen Parteien Grünes Bündnis, SP, CVP, EVP, FDP, LDP, glp und SVP sind noch weitere Parteien wie auch einzelne parteiunabhängige Politiker aktiv. Der Kanton Basel-Stadt ist der einzige Deutschschweizer Kanton, in dem die ehemalige Liberale Partei der Schweiz (LPS, in Basel die Liberaldemokratische Partei, LDP) noch eine Rolle spielt, diese gilt dort als Partei des «Daigs», der traditionellen Basler Elite.
Lange Zeit war Basel eine sozialdemokratische Hochburg. In den 1930er-Jahren stellten Sozialdemokraten und Kommunisten zusammen sogar die Mehrheit, diese Zeit ging als «rotes Basel» in die Geschichte ein. In der Zeit des Kalten Kriegs dominierten jedoch auch in Basel die bürgerlichen Kräfte. In der Gegenwart kann weder das rot-grüne noch das bürgerliche Lager eine absolute Mehrheit beanspruchen. In der Grossratswahl 2012 erreichten beide Lager gleich viele Sitze, wobei der Einzug der rechtspopulistischen «Volks-Aktion gegen zu viele Ausländer und Asylanten in unserer Heimat» ins Kantonsparlament Aufsehen erregte. Bei den letzten Wahlen 2020 erreichte die SP nur noch knapp die 30 %.
Bei den Nationalratswahlen 2003 erreichte die Linke in Basel-Stadt (als einziger Schweizer Kanton) die absolute Mehrheit der Stimmen, ebenso anlässlich der Nationalratswahlen vom November 2007.

#### Integrationspolitik
Viel Beachtung in der Politik findet das Basler Integrationsmodell von Thomas Kessler.

#### Vertreter von Basel-Stadt in der Bundesversammlung
Der Kanton Basel-Stadt entsendete bis 2019 fünf Vertreter in den Nationalrat; anlässlich der Parlamentswahlen 2023 verlor er einen Sitz an den Kanton Zürich.
- Mustafa Atici, SP, seit 2019, 2023 ersatzlos abgewählt.
- Sarah Wyss, SP, seit 2020
- Sibel Arslan, BastA!, seit 2015
- Katja Christ, GLP, seit 2019
- Patricia von Falkenstein, LDP, seit 2021

Basel-Stadt entsendet als Kanton mit halber Standesstimme einen Vertreter in den Ständerat:
- Eva Herzog, SP, seit 2019

#### Internationale Partnerschaften
Zwischen dem Kanton Basel-Stadt und dem US-Bundesstaat Massachusetts wurde am 20. Juni 2002 eine Partnerschaft mittels «Sister-State Agreement» begründet.
Der Kanton Basel-Stadt und die japanische Präfektur Toyama pflegen seit 2006 einen Austausch, der mit Abkommen in den Jahren 2009 und 2018 formalisiert wurde.

## Wirtschaft
2022 wurde ein Bruttoinlandsprodukt von 41,2 Milliarden Franken erbracht (Platz 7 unter den Kantonen). Mit einem Bruttoinlandsprodukt pro Kopf von 209'782 Franken (2022) belegte der Kanton den landesweiten Spitzenplatz, noch vor dem Kanton Zug.
Im Kanton Basel-Stadt sind die chemische und pharmazeutische Industrie sowie der Handel von nationaler Bedeutung. Als Finanzplatz hat Basel noch eine gewisse Bedeutung hinter Zürich und Genf. Das Wirtschaftsleben konzentriert sich auf die Gemeinde Basel (Details siehe dort).
Im Jahr 2020 wurde 40,8 Prozent der landwirtschaftlichen Nutzfläche des Kantons durch vier Betriebe biologisch bewirtschaftet.

## Tourismus

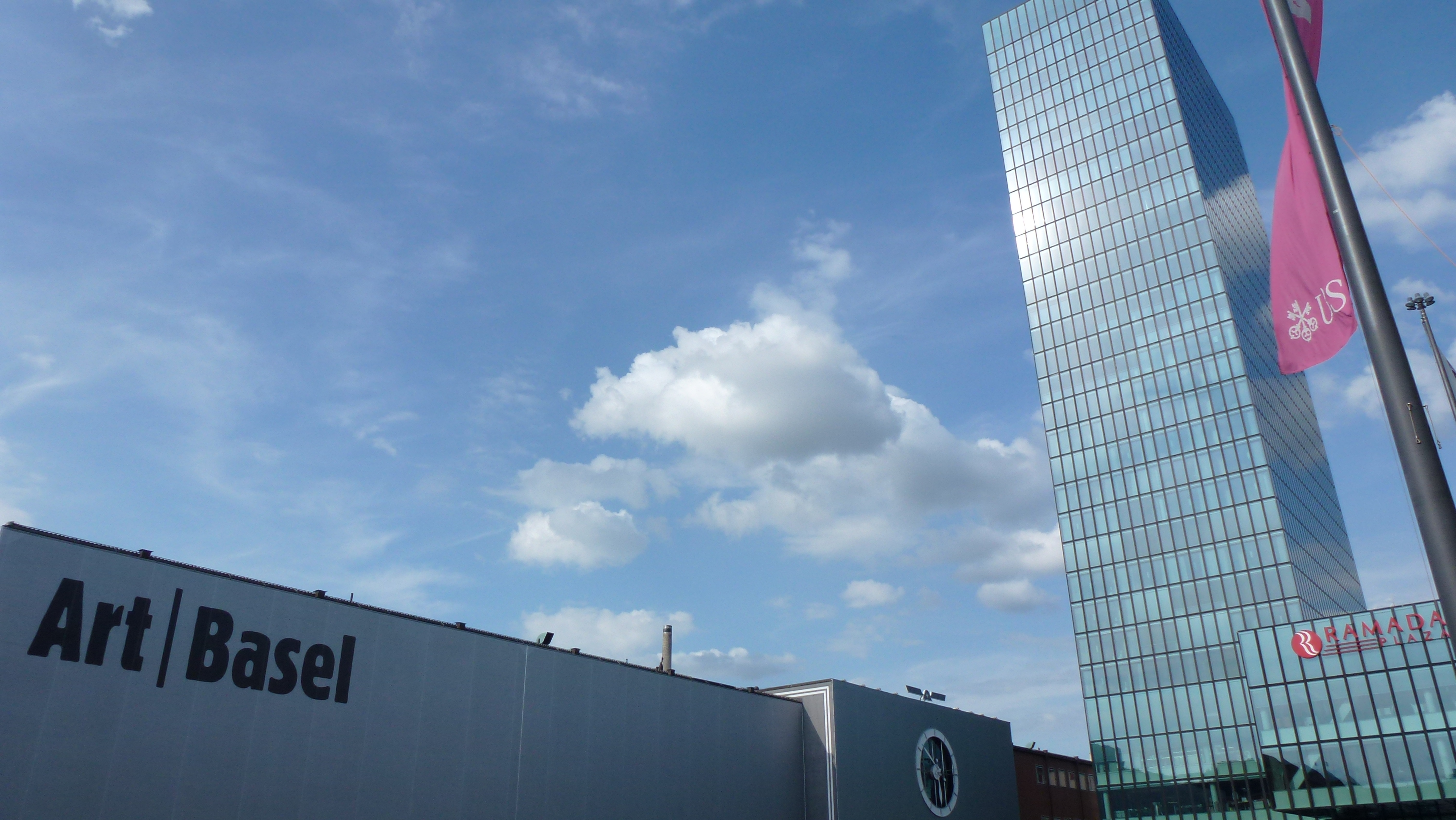
Die jährliche internationale Kunstmesse Art Basel

Touristisch ist Basel sehr gut erschlossen: Unterkünfte jeder Preisklasse, von Jugendherbergen bis zu historisch bedeutsamen Luxushotels wie dem Hotel Les Trois Rois, bieten zahlreiche Unterkunftsmöglichkeiten, und Basel Tourismus, die halbstaatliche Organisation zur Förderung von Tourismus in Basel, unterhält nicht nur Informationsstellen, sondern bietet auch ein breites Angebot an Ausflügen und anderen Dienstleistungen an.
Basel birgt eine Fülle von Sehenswürdigkeiten, darunter die Altstadt, das Basler Münster, den Fernsehturm St. Chrischona sowie zahlreiche neuere Bauwerke von bedeutenden Architekten. Weiter ziehen der Zoo Basel, der grösste zoologische Garten der Schweiz, das Dreiländereck Deutschland-Frankreich-Schweiz und die zahlreichen Museen oder Anlässe wie die Basler Fasnacht viele Besucher an.
Auch unter Kunstliebhabern ist Basel seit Jahrzehnten ein Begriff: Neben weltbekannten Sammlungen der Fondation Beyeler, des Tinguely-Museums, oder des Basler Kunstmuseums lockten die zahlreichen Sonderausstellungen der Museen und natürlich die Art Basel, eine der weltweit wichtigsten Kunstmessen, jedes Jahr Zehntausende Besucher nach Basel.

## Verkehr

### Strassenverkehr
Basel ist Drehkreuz des Strassenverkehrs Nord-Süd von Frankreich und Deutschland durch die Schweiz. Die Autobahn A3 von Frankreich gelangt über die Nordtangente zur Stadtautobahn A2, der sogenannten Osttangente, welche den Verkehr von Deutschland durch die Stadt Richtung Süden leitet. Ausserhalb der Stadt trennen sich darauf die beiden Zweige wieder. Die A2 führt weiter zum Gotthard bzw. nach Bern und die A3 nach Zürich.
Am 9. Februar 2020 stimmte die Stimmbevölkerung von Basel-Stadt für einen möglichst umweltfreundlichen Verkehr ab 2050. Im Jahr 2024 lag der Motorisierungsgrad (Personenkraftwagen pro 1'000 Einwohner) bei 323.

### Flugverkehr
Der binationale Flughafen Basel Mulhouse Freiburg («EuroAirport») liegt vollständig auf französischem Territorium, ist jedoch in einen französischen und einen schweizerischen Sektor aufgeteilt. Der letztere ist mit einer zolltechnisch exterritorialen Strasse, einer sogenannten Zollfreistrasse, mit der Schweiz verbunden, die unter dem Namen «Flughafenstrasse» in Basel beginnt.

### Bahnverkehr

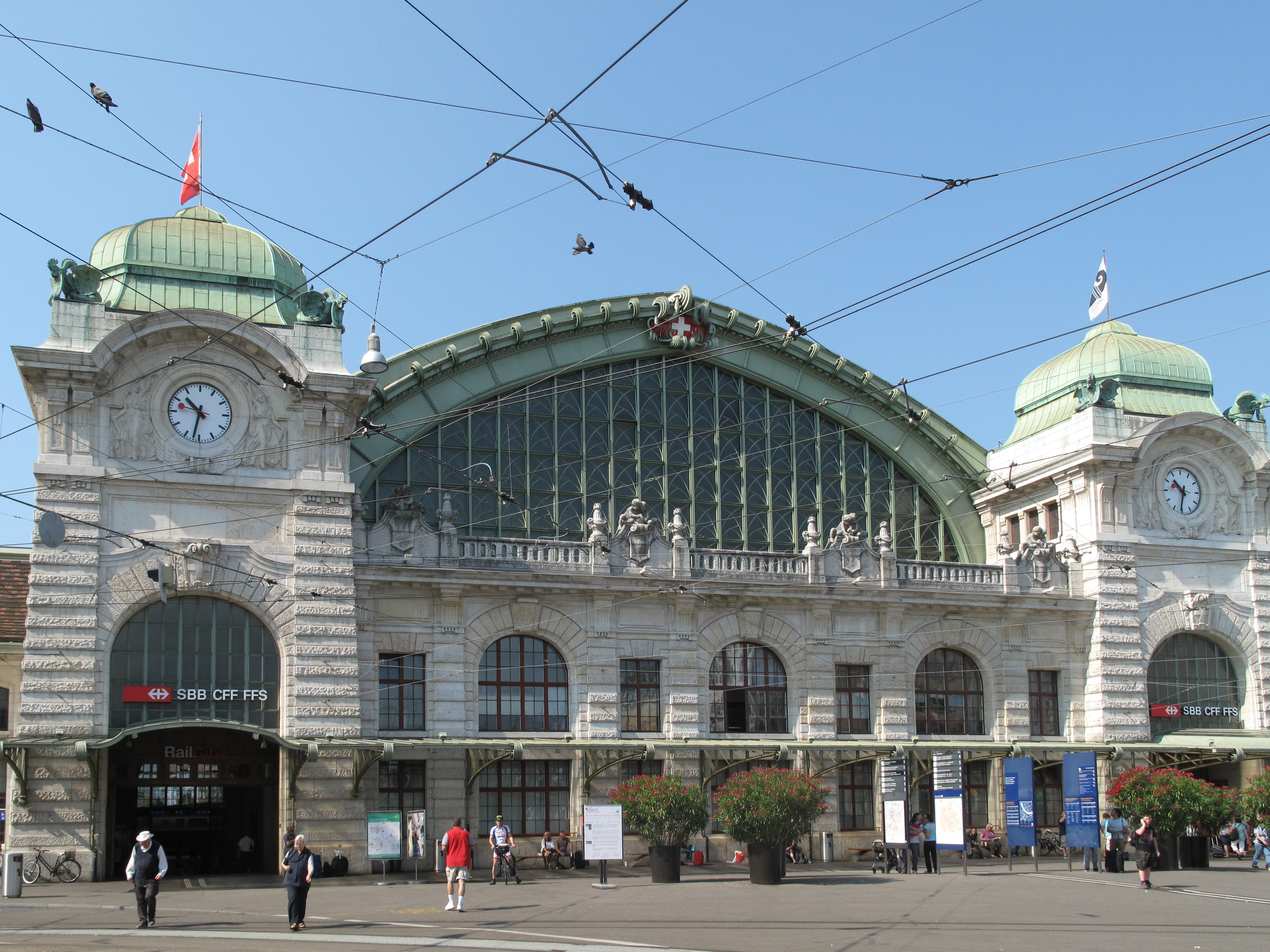
Bahnhof Basel SBB

Der Kanton Basel-Stadt besitzt drei internationale Bahnhöfe. Der Schweizer Bahnhof Basel SBB und der französische Bahnhof Basel SNCF befinden sich beide in einem Gebäude, südlich des Stadtzentrums auf Grossbasler Seite. Wer vom Schweizer Bahnhof zum französischen möchte, hat eine Zollgrenze zu passieren. Der von der Deutschen Bahn betriebene Badische Bahnhof befindet sich auf Kleinbasler Seite und ist ebenfalls zolltechnisch von der Schweiz getrennt. Dieser Bahnhof wird vor allem von Reisenden aus Deutschland benutzt, die zwischen Hochrheinstrecke, Wiesentallinie (Linie S6 der S-Bahn Basel zwischen Basel SBB–Lörrach–Zell im Wiesental) und Oberrheinbahn umsteigen und dabei Schweizer Gebiet passieren müssen.
Im Weiteren existieren vier Lokalbahnhöfe.
St. Jakob befindet sich an der Bözberglinie bzw. Hauensteinlinie nach Muttenz; bislang jedoch halten Züge hier nur bei Grossereignissen im St. Jakob-Park. Die Station Dreispitz an der Juralinie (im Mai 2006 eröffnet) soll den Bahnhof SBB von Pendlerströmen vor allem in und aus Richtung Birsigtal entlasten.
Einen ähnlichen Status wie den des Badischen Bahnhofs haben die Stationen St. Johann an der SNCF-Strecke nach Mülhausen sowie Riehen Niederholz und Riehen an der deutschen Wiesentallinie. Alle drei Stationen liegen auf Schweizer Territorium, sind hingegen zolltechnisch französisches bzw. deutsches Hoheitsgebiet.

### Schifffahrt
Auch über den Fluss Rhein ist Basel an den Rest der Schweiz und der Nachbarländer angeschlossen. So befährt die Schifffahrtsgesellschaft Basel den Rhein hinauf nach Rheinfelden. Basel ist zugleich der Heimathafen diverser Reedereien, welche von hier aus Kreuzfahrten auf dem Rhein sowie zum Main und zur Mosel anbieten.
Daneben ist Basel der Heimathafen der Schweizerischen Hochseeschifffahrt.
Ein wichtiger Stützpfeiler der Schweizer Wirtschaft ist die Basler Rheinschifffahrt mit ihren Rheinhäfen Kleinhüningen, St. Johann und Birsfelden.

### Nahverkehr
Der innerstädtische Verkehr sowie die Feinerschliessung der näheren Umgebung erfolgen mit einem ausgedehnten Tramnetz, ergänzt durch zahlreiche Buslinien der Basler Verkehrs-Betriebe, der Baselland Transport AG und der Autobus AG Liestal und einiger weiterer Unternehmen.

## Bildung
In den 1990er-Jahren und erneut in den 2010er-Jahren mit der Schulharmonisierung wurde das gesamte öffentliche Schulsystem reformiert. Der zweijährige Kindergarten ist seit August 2005 obligatorisch. Die offizielle Schulzeit, die Volksschule, beginnt mit dem Kindergarten, dauert elf Jahre und beginnt ab dem fünften Lebensjahr. In Abhängigkeit vom genauen Geburtsdatum kann die Einschulung um ein Jahr hinausgeschoben werden.
| Bezeichnung    | Dauer       | Niveaus                                                                                      | Bewertungsform | Selektion                                                                                                   |
| -------------- | ----------- | -------------------------------------------------------------------------------------------- | -------------- | --- |
| Kindergarten   | zwei Jahre  | keine                                                                                        | keine          | keine |
| Primarschule   | sechs Jahre | keine                                                                                        | keine          | keine |
| Sekundarschule | drei Jahre  | Leistungszug A (allg. Anforderungen) Leistungszug E (erweiterte A.) Leistungszug P (hohe A.) | Noten          | Zeugnis der Primarschule oder freiwillige Aufnahmeprüfung                                                   |
| Gymnasium      | vier Jahre  | keine                                                                                        | Noten          | Aus der Sekundarschule kommend basiert der Entschied auf dem Leistungszug: E-Zug und hohe Noten, oder P-Zug |